# Regard (disc jockey)
Regard, pseudonimo di Dardan Aliu (Uroševac, 23 luglio 1993), è un disc jockey kosovaro di etnia albanese, noto soprattutto per il suo successo internazionale Ride It.

## Biografia
La svolta commerciale di Regard è avvenuta nel 2019 con la pubblicazione di Ride It, versione remix della canzone omonima di Jay Sean. Il brano ha scalato diverse classifiche nazionali dopo aver ottenuto successo quasi immediato grazie al social TikTok, tanto da raggiungere la vetta della Irish Singles Chart e la 2ª posizione della classifica britannica, e ottenere una certificazione di triplo platino per le 1 800 000 unità vendute in territorio britannico. L'anno seguente viene pubblicato Secrets, in collaborazione con la cantante britannica Raye, che frutterà all'artista la sua seconda top ten nella hit parade britannica, dove ha guadagnato lo stato di platino, e una candidatura nell'ambito del BRIT Award, il principale riconoscimento musicale del Regno Unito, nella categoria Canzone dell'anno.

## Discografia

### Singoli
- 2016 – No One like You
- 2018 – Love Yourself
- 2018 – You're Mine
- 2018 – Sun Goes Down
- 2018 – Dream (con Venta)
- 2019 – Break My Heart
- 2019 – Time (con DJ Marlon)
- 2019 – You Will Be My Queen
- 2019 – Good Vibes
- 2019 – Ride It
- 2020 – Secrets (con Raye)
- 2020 – Say My Name (con Dimitri Vegas & Like Mike)
- 2021 – You (con Troye Sivan e Tate McRae)
- 2021 – Signals (con Kwabs)
- 2022 – Hallucination (con Years & Years)
- 2022 – No Love for You (con Drop-G)
- 2023 – New York (con Steve Aoki e Mazie)
- 2023 – No Sleep (con Ella Henderson)
- 2024 – Stay Another Night (con i Cheat Codes)
- 2024 – To the Beat (con Dimitri Vegas & Like Mike, Natti Natasha e i Sash!)

## Riconoscimenti
- American Music Awards
  - 2021 – Candidatura all'Artista dance/elettronica preferito[9]

- Billboard Music Awards
  - 2022 – Candidatura alla Miglior canzone dance/elettronica per You[10]

- BRIT Awards
  - 2021 – Candidatura alla Canzone dell'anno per Secrets[8]

- iHeartRadio Music Awards
  - 2022 – Candidatura alla Canzone dance dell'anno per You[11]
  - 2022 – Candidatura all'Artista dance dell'anno[11]

- LOS40 Music Awards
  - 2020 – Candidatura all'Artista o produttore dance[12]